# 高野秀夫
高野 秀夫（たかの ひでお、1944年 - ）は、日本の英文学者、駒澤大学名誉教授。

## 来歴
1966年3月、駒澤大学商経学部卒業。1969年同大学院人文科学研究科英文学専攻修士課程修了。1971年駒澤大学北海道教養部助教授・岩見沢駒澤短期大学兼任助教授、1989年駒沢短期大学教授に就任。2006年駒澤大学総合教育研究部教授。また英国レスター大学客員研究員、ウォーリック大学客員教授を歴任。イギリスの作家ジョージ・エリオット（1819年～1880年）、ブロンテの研究などを行う。
著書に「ジョージ・エリオットの異文化世界」春風社（2014.2）、『文学と人間　中島関爾教授追悼倫文集』金星堂、「Cross-Cultural Reading of George Eliot」北星堂など。